# Chaquan
Il Chaquan (查拳) è uno stile di arti marziali cinesi che è popolare nel nord della Cina. È classificato come Changquan (长拳, Pugilato lungo). È sovente praticato da membri della comunità musulmana cinese, la minoranza Hui ed è particolarmente diffuso nelle province di Shandong, Hebei, Henan, Shanxi e nell'area di Pechino. A volte troviamo utilizzati altri ideogrammi: 1) 插拳; 2) 叉拳. Questo stile poi viene anche chiamato Chachui (叉捶, percuotere incrociato).

## Origini e sviluppo
Secondo i Chaquan quanpu (查拳拳谱, albi genealogici dello stile Chaquan) e la storia tramandata dalle successive generazioni di praticanti, durante la dinastia Tang oppure durante la dinastia Ming, un generale dell'ovest della Cina, Hua Zongqi (滑宗岐), mentre stava partecipando alla spedizione contro i pirati giapponesi che attaccavano le coste cinesi, si ammalò gravemente e venne curato ed ospitato nella zona di Guanxian (冠县), nella provincia di Shandong. Quando egli si riprese dalla malattia insegnò per gratitudine il proprio pugilato ai residenti.  Siccome moltissime persone iniziarono a studiare con lui, Hua chiamò ad aiutarlo  Cha Shangyi (查尚义, anche conosciuto come Cha Mi'er 查密尔), un suo Xiongdi (fratello nelle arti marziali e nelle sette) più anziano.
Hua Zongqi insegnò un pugilato che si chiamava Jiaziquan (架子拳, pugilato struttura) ed era caratterizzato da movimenti completamente estesi quindi venne chiamato Dajia (大架);
Cha Shangyi il Shenfa wu quan (身法武拳, pugilato marziale del metodo del corpo) uno stile compatto e veloce per cui venne detto Xiaojia (小架). I loro successori, in onore dei due insegnanti chiamarono poi i stili rispettivamente Huaquan (滑拳) e Chaquan (查拳), però essi sono conosciuti come un unico stile detto Cha Hua quan (查滑拳).
Lo Huaquan si compone di 4 Taolu ed il Chaquan di 10.
Durante il regno dell'imperatore Qianlong della dinastia Qing, il Chaquan si è separato in 3 scuole con leggere differenze tecniche:
- 1)Zhangshi Chaquan (张式查拳), del maestro Zhang Qiwei (张其维) del villaggio Zhangyinzhuang (张尹庄) della contea di Guanxian;
- 2)Yangshi Chaquan (杨式查拳), del maestro Yang Hongxiu (杨鸿修) dell'area sud est della città di Guanxian;
- 3)Lishi Chaquan (李式查拳), del maestro Li Enju (李恩聚) di Jining.

Molti famosi maestri di arti marziali cinesi che hanno contribuito alla fondazione del Wushu moderno o sportivo, quali Wang Ziping (王子平), Chang Zhenfang (常振芳)e Zhang Wenguang (张文广), famosissimi in Cina, sono esperti di Chaquan.
I movimenti del Chaquan sono eleganti, chiari, continui e ritmici. L'emissione di energia e di forza è improvvisa e senza dispersione.

## I dieci Taolu del Chaquan
Nella maggior parte dei casi le sequenze di questo stile sono contrassegnate con un numero progressivo da uno a dieci e perciò chiamate per esempio Yilu Chaquan (prima via del Chaquan), Erlu Chaquan (seconda via del Chaquan) e così via. Ognuna di queste forme, poi, possiede un nome specifico. Questa sequenzialità corrisponde all'ordine di apprendimento di questi Taolu.
Questi sono i nomi:
- Yilu Chaquan (一路查拳) - Muziquan (母子拳, Pugilato madre figlio)
- Erlu Chaquan (二路查拳)- Xingshouquan (行手拳)
- Sanlu Chaquan (三路查拳)- Feijiaoquan (飞脚拳)
- Silu Chaquan (四路查拳)- Shengpingquan (升平拳)
- Wulu Chaquan (五路查拳)- Guandongquan (关东拳)[6]
- Liulu Chaquan (六路查拳)- Maifuquan (埋伏拳)
- Qilu Chaquan (七路查拳)- Meihuaquan (梅花拳)
- Balu Chaquan (八路查拳)- Lianhuanquan (连环拳)
- Jiulu Chaquan (九路查拳)- Longbaiweiquan (龙摆尾拳)
- Shilu Chaquan (十路查拳)- Chuantongquan (串通拳)

## Altri Taolu
A livello di base, vengono appresi le seguenti forme: Shilu Tantui, Shilu Daochui, Shilu Huachao.
Al livello superiore, dopo aver appreso le 10 forme, si imparano tre forme di Huaquan (滑拳), tre forme di Paochuan (炮拳), quattro forme di Hongquan (洪拳) e due forme di Tuiquan (腿拳).
Vengono poi studiati 5 Duilian (esercizi in coppia) e numerose armi.